# Spoils System
Der Ausdruck spoils system (eingedeutscht Spoils-System, Spoilssystem) bezeichnet in der US-amerikanischen Politik die Praxis, dass der Gewinner einer Wahl seine Unterstützer mit Arbeitsstellen in der öffentlichen Verwaltung belohnt. Das spoils system ist auch ein Anreiz für die Unterstützer, weiterhin für die Partei des Wahlgewinners zu arbeiten. Der Begriff leitet sich von Senator William L. Marcys Spruch „to the victor belong the spoils“ ab, auf Deutsch etwa „dem Sieger gehört die Beute“.
Das spoils system steht im Gegensatz zum Konzept der Meritokratie, wo die Besetzung von Stellen nur nach Leistung und Befähigung, aber unabhängig von der politischen Zugehörigkeit vorgenommen wird. Das spoils system ist gerechtfertigt, solange das Amt hauptsächlich ein politisches ist und dessen Ausübung dem Wählerwillen folgen muss (z. B. ein Landwirtschaftsminister, der für Bauern gute wirtschaftliche Rahmenbedingungen erreichen soll). Wenn ein Amt fachliche Kompetenz benötigt, ist die Vergabe nach dem spoils system schädlich und wird dann auch abwertend als Nepotismus bezeichnet.
Auf Bundesebene wird seit der Eisenhower-Regierung 1952 jeweils nach den Präsidentenwahlen das gewöhnlich „Plum Book“ genannte Handbuch United States Government Policy and Supporting Positions veröffentlicht. Es ist eine Auflistung jener Stellen, deren Amtsinhaber durch den Präsidenten ernannt werden.
In Deutschland entspricht dieses Vorgehen etwa dem des Konzeptes der politischen Beamten. Dies sind in Deutschland diejenigen herausgehobenen Leitungsfunktionen (z. B. Staatssekretäre, Abteilungsleiter in Ministerien, Polizeipräsidenten, Generale), deren Inhaber ohne Angabe von Gründen (meist nach einem Wechsel der politischen Führung) in den einstweiligen Ruhestand versetzt und die dann durch die neue politische Führung neu besetzt werden können.

## Geschichte
Präsident John Quincy Adams versuchte 1825, bei seinen Ernennungen unparteiisch zu sein, fand aber schnell heraus, dass dies Probleme verursachte. Er schrieb in seinen Memoiren:

„Bei solchen Ernennungen quillt der Wermut und die Galle der vorherigen Partei heraus [wenn eine Person der einen Partei vom Präsidenten der anderen Partei in ein Amt berufen wird]. Wenn ein freies Amt zu besetzen war, und ein hervorragender Föderalist – jedoch unausstehlich bei den Republikanern – bot sich dafür an – kann er nicht ernannt werden, ohne vehementes Gezeter gegen ihn und die Administration auszulösen. Es ist deswegen unmöglich, irgendein Amt zu besetzen, ohne die Hälfte der Gemeinschaft [community] zu verärgern.“

Als Andrew Jackson 1829 Präsident wurde, belohnte er seine Träger und Anhänger auf systematische Weise mit Regierungsstellen. Er dachte, die erfolgreiche Wahl durch das Volk gäbe der siegreichen Partei das „Mandat“, staatliche Amtsträger aus den Rängen der eigenen Partei zu ernennen. Befürworter dieser Praxis erklärten, dass in dieser Weise die Bürger so in der Lage seien, über die Abwahl der Exekutive auch die Personen im öffentlichen Dienst abwählen zu können. Gegner des spoils system erwiderten, dieses System sei anfällig für Inkompetenz und ungezügelte Korruption – und weil letztlich „Freunde“ des Wahlsiegers ernannt werden, würde dies dem republikanischen Gedankengut widersprechen.
Bei der Amtseinführung von William Henry Harrison (1841) quoll Washington förmlich über von den Horden von Menschen, die sich eine Regierungsstelle erhofften. Zwischen 30.000 und 40.000 Personen reisten in die Bundeshauptstadt, um eine von 23.700 Regierungsstellen zu ergattern. Ähnliche Anstürme wurden von der früheren Vereidigung von Andrew Jackson berichtet.
Zwischen 1854 und 1896 fand der Höhepunkt des spoils system statt. Es wurde ziemlich effektiv von Abraham Lincoln genutzt, und er unterstützte damit sowohl seine Partei als auch die Union im Bürgerkrieg. In den späten 1860er-Jahren verlangten Reformer Änderungen, aber sie erfuhren in den Wahlen von 1872 eine herbe Niederlage, als der gönnerschafts-hungrige Ulysses S. Grant gewann.
1883 wurde das Pendleton-Gesetz (Pendleton Civil Service Reform Act) eingeführt, das eine überparteiliche Staatsdienstkommission (Civil Service Commission) vorsah. Diese Kommission evaluierte Kandidaten für Stellen im öffentlichen Dienst auf unparteiischer Basis; jedoch gewährte das Gesetz dem Präsidenten das Recht, die derzeitigen Beamten ins neue System zu transferieren, so dass diese eine permanente Stelle besaßen. Um 1900 wurden dann die meisten Regierungsjobs durch überparteiliche Kommissionen vergeben, und das spoils system betraf nur noch die höchsten Positionen in der amerikanischen Staatsverwaltung.
Die Trennung zwischen Politik und öffentlichem Dienst wurde 1939 durch das Hatch Act verstärkt, das Staatsangestellten verbot, sich an politischen Aktivitäten zu beteiligen. Das spoils system überlebte sehr viel länger in den Bundesstaaten, Bezirken und Gemeinden. Notorisch war etwa der Klüngel um die demokratische Tammany-Hall-Gesellschaft in der Stadt New York, die bis 1934 die städtische Politik bestimmte und sich neben Korruption auch krimineller Banden wie der Roach Guards, Dead Rabbits und der Eastman Gang bediente, die Erpressung und Straßengewalt einsetzten. Der Staat Illinois modernisierte den Staatsdienst unter Frank Orren Lowden im Jahre 1917, doch die größte Stadt von Illinois, Chicago, besaß das Spoils System bis in die 1970er-Jahre hinein.